# Fidei Defensor
Fidei Defensor (z łaciny „obrońca wiary”; ang. Defender of the Faith) – tytuł nadany w 1521 roku przez papieża Leona X, angielskiemu królowi Henrykowi VIII za traktat krytykujący Marcina Lutra – Assertio Septem Sacramentorum. Po zerwaniu jedności z Rzymem papież Paweł III ekskomunikował króla i cofnął tytuł, jednak przywrócił go angielski parlament. Odtąd noszony przez monarchów angielskich, potem brytyjskich, do dziś.
Tytułem tym został również odznaczony m.in. Jan III Sobieski przez papieża Innocentego XI w 1684 roku.